# 黒島 (沖縄県竹富町)

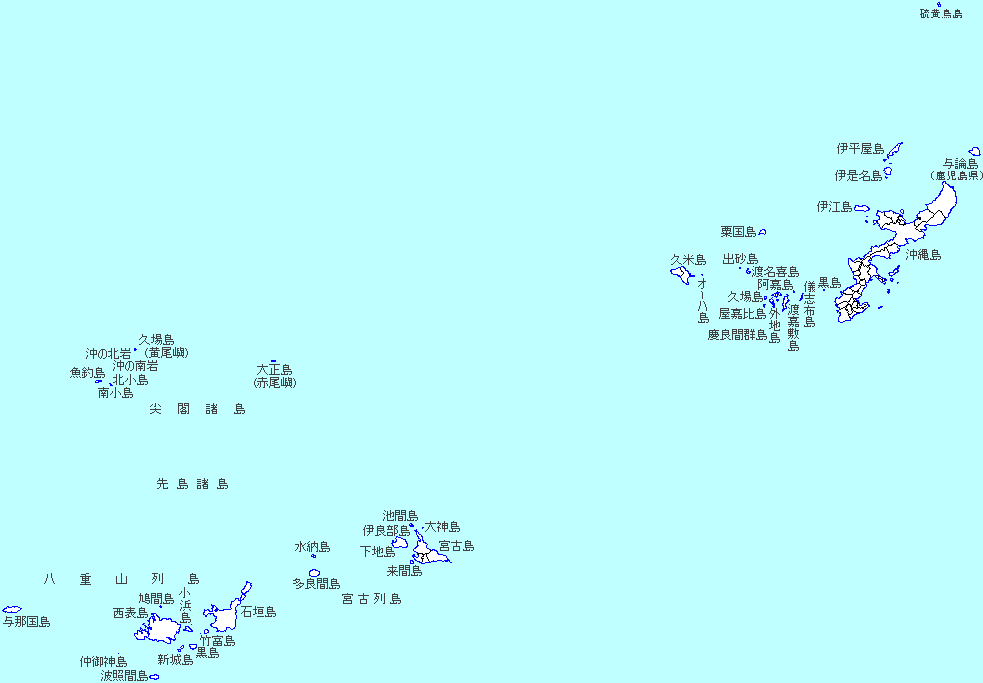
黒島の位置

黒島（くろしま）は、沖縄県の八重山諸島にある島である。沖縄県八重山郡竹富町に属する。
石垣島から南南西17kmにあり、西表島との間に位置する。牛の牧畜が盛んで「牛の島」として知られる。また、島の形がハート型であることから、「ハートアイランド」とも呼ばれる。

## 地理
隆起サンゴ礁で形成されたほぼ平坦な島で、島の至るところに肉牛用の牧場が広がっている。かつては森林が広がっていたが、1984年以降スタビライザー（サンゴ塊の掘削が可能な建設機械）を導入した開墾事業が喜屋武・伊古・宮里・仲本集落周辺で進められた結果、集落以外のほとんどの場所が開墾され、牧草地が広がる風景が形成された。また、島の周辺海域に広がる石西礁湖は、日本国内最大のサンゴ礁海域である。

### 島勢

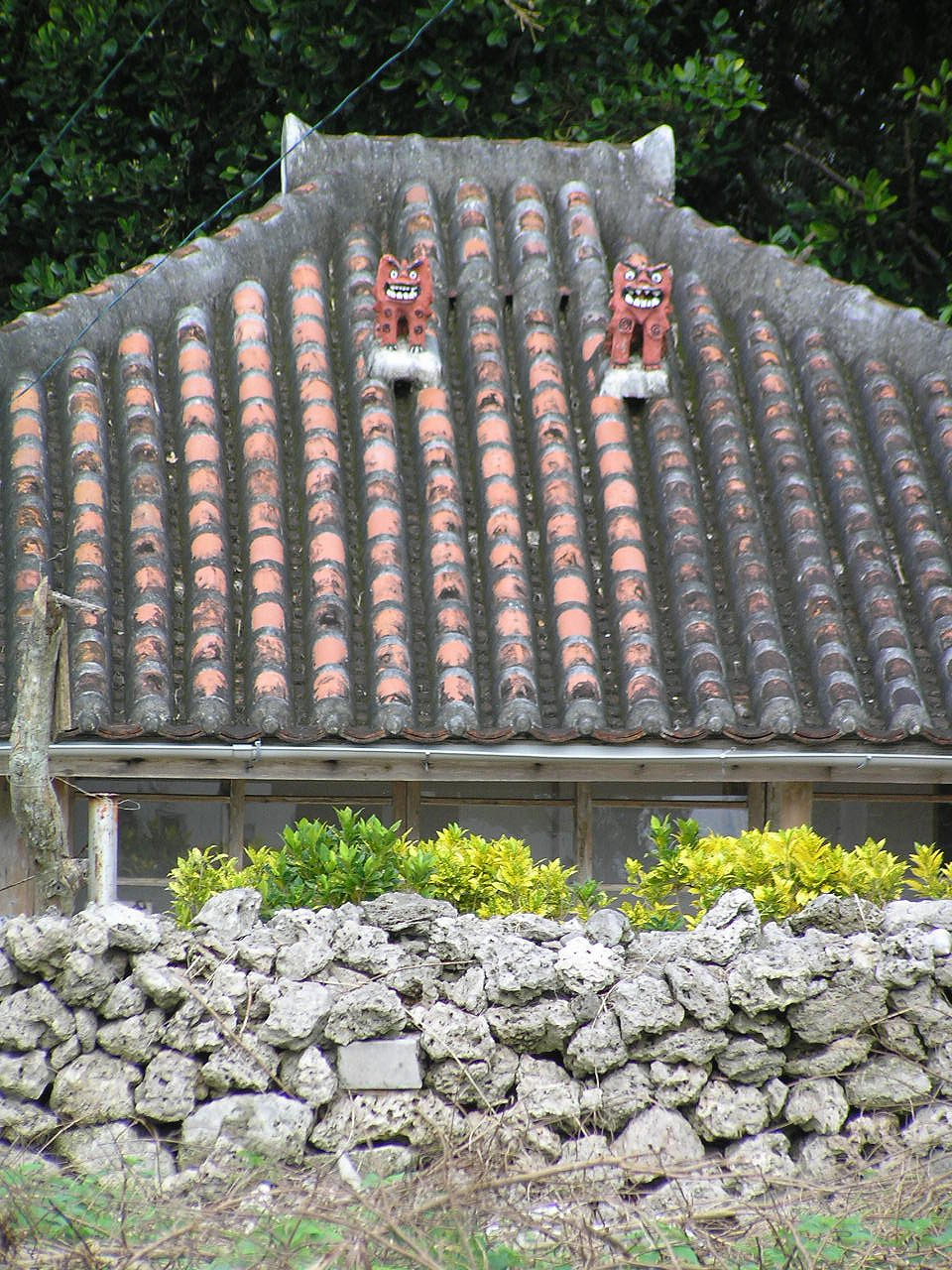
黒島の民家

- 人口 - 224人（2021年3月末現在[5]）
- 世帯数 - 137世帯（2021年3月末現在[5]）
- 周囲 - 12.6km[6]
- 面積 - 10.02km2[7]
- 最高高度 - 15.3m[8][2]
- 肉用牛頭数 - 2,489頭（2014年12月末現在[9]）
- ウミガメの上陸回数 - 19回（2014年[10]）
- サキシマハブにかまれた人 - 1人（2014年[10]）

### 集落
- 保里 - 港に近い集落。
- 伊古
- 仲本
- 東筋 - 郵便局がある。
- 宮里 - ビジターセンター、黒島研究所がある。

## 自然

### 動植物
先島諸島の固有（亜）種のうち、サキシマハブ、ヤエヤマオオコウモリ（クビワオオコウモリの固有亜種）、オオシママドボタル（マドボタルの固有亜種）が生息する。天然記念物の中では、オカヤドカリが生息する。
また、本来の分布地ではないが、セマルハコガメの発見例があり、定着していると考えられている。セマルハコガメの亜種であるヤエヤマセマルハコガメは、八重山諸島の固有亜種であり、天然記念物に指定されているが、黒島のセマルハコガメがこの亜種であるかは不明である。さらに、天然記念物のキシノウエトカゲの発見例も相次いでいる。

#### インドクジャクの異常繁殖

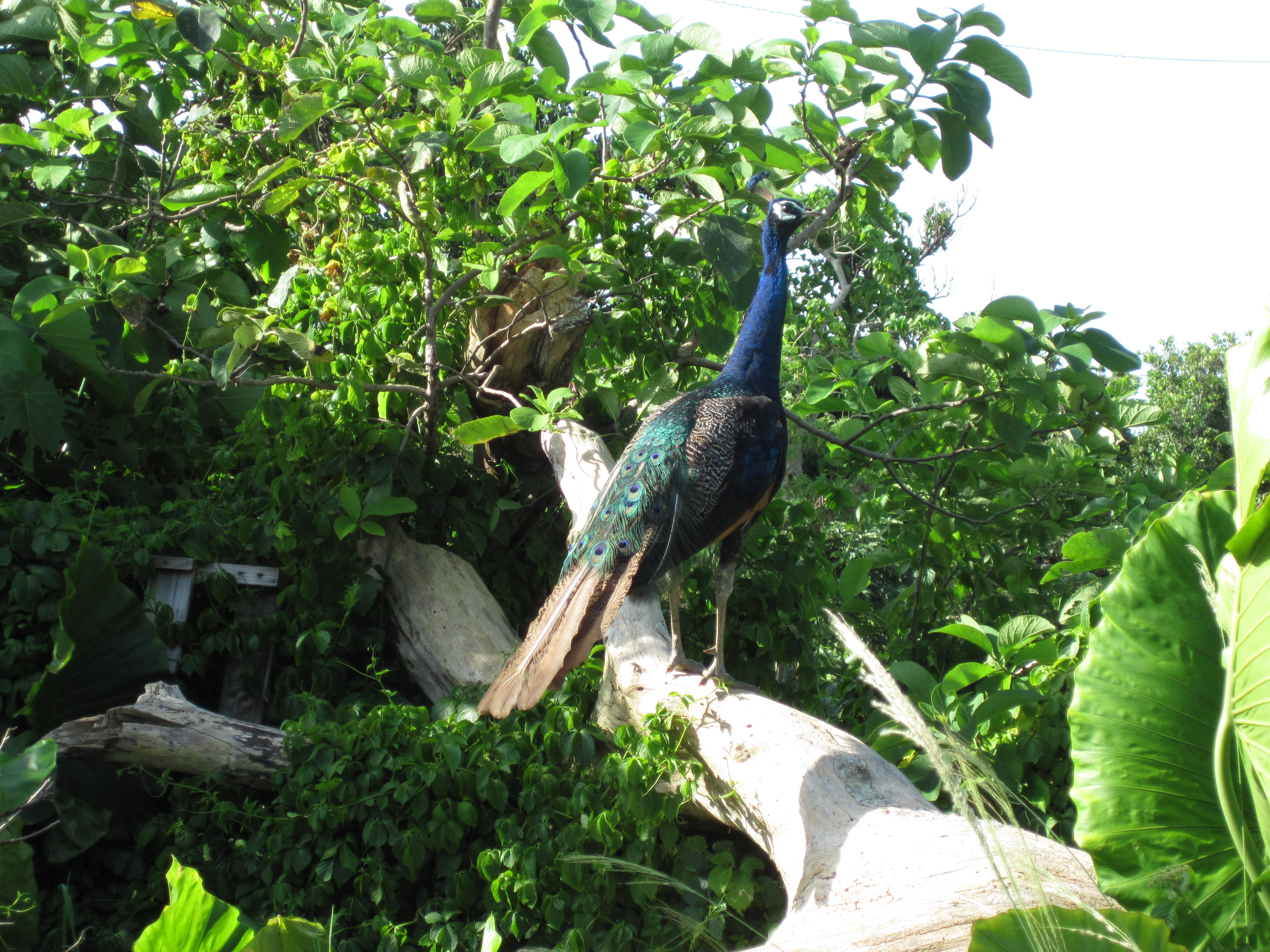
黒島のインドクジャク

インドクジャクは最初に新城島に導入され、1979年に小浜島のリゾートホテルに持ち込まれたものが観賞用として各地に寄贈されて広まった。黒島では、1980年代に観賞用として持ち込まれ、台風により飼育小屋が壊れ数羽が脱走した。天敵がいないことから異常繁殖し、2013年現在では数千羽以上生息すると推定される。サキシマスベトカゲ、サキシマカナヘビ等のトカゲ類が激減するなど従来の生態系が破壊されている。また島の主要産業である畜産業への悪影響も出ている。
2013年には箱わなにより1,479羽が駆除されており、その後も銃器による駆除や探索犬による繁殖卵の駆除が続けられている。

### 天体観望
空気の澄んだ離島であり、日本の南端に位置することから、みなみじゅうじ座（南十字星）、全天で2番目に明るい恒星のカノープス、3番目に明るい恒星のケンタウルス座α星など南天の星を、日本国内としては比較的観望しやすい。ただし、日本の南端とは言え、これらの星の高度は低く、観望が困難な場合もある。

## 歴史
琉球王朝時代、八重山における造船は主としてこの島で行われ、宮古島の船もこの島で造られた。ただし材木は西表島から切り出していたため、不便であるとして1678年に西表島の古見に移され、後に石垣島に移った。
また、蔡温の時代（18世紀前半）、八重山では強制移民が行われたが、この島もその対象となり、たびたび西表島や裏石垣（石垣島北部地方）への移民が行われた。この島の民謡として有名なチンダラ節は1732年に黒島の宮里部落から裏石垣の野底に強制移民が行われた際、連れて行かれた恋人の男を思って女が歌ったものと伝えられる。また、石垣島にある野底岳の別名「野底マーペー」は、このときに移住させられたマーペーという女が黒島に残った恋人恋しさに集落の裏山に登ったが、於茂登岳に阻まれて黒島を目にすることができず絶望して石になったという伝承に因む。

## 産業

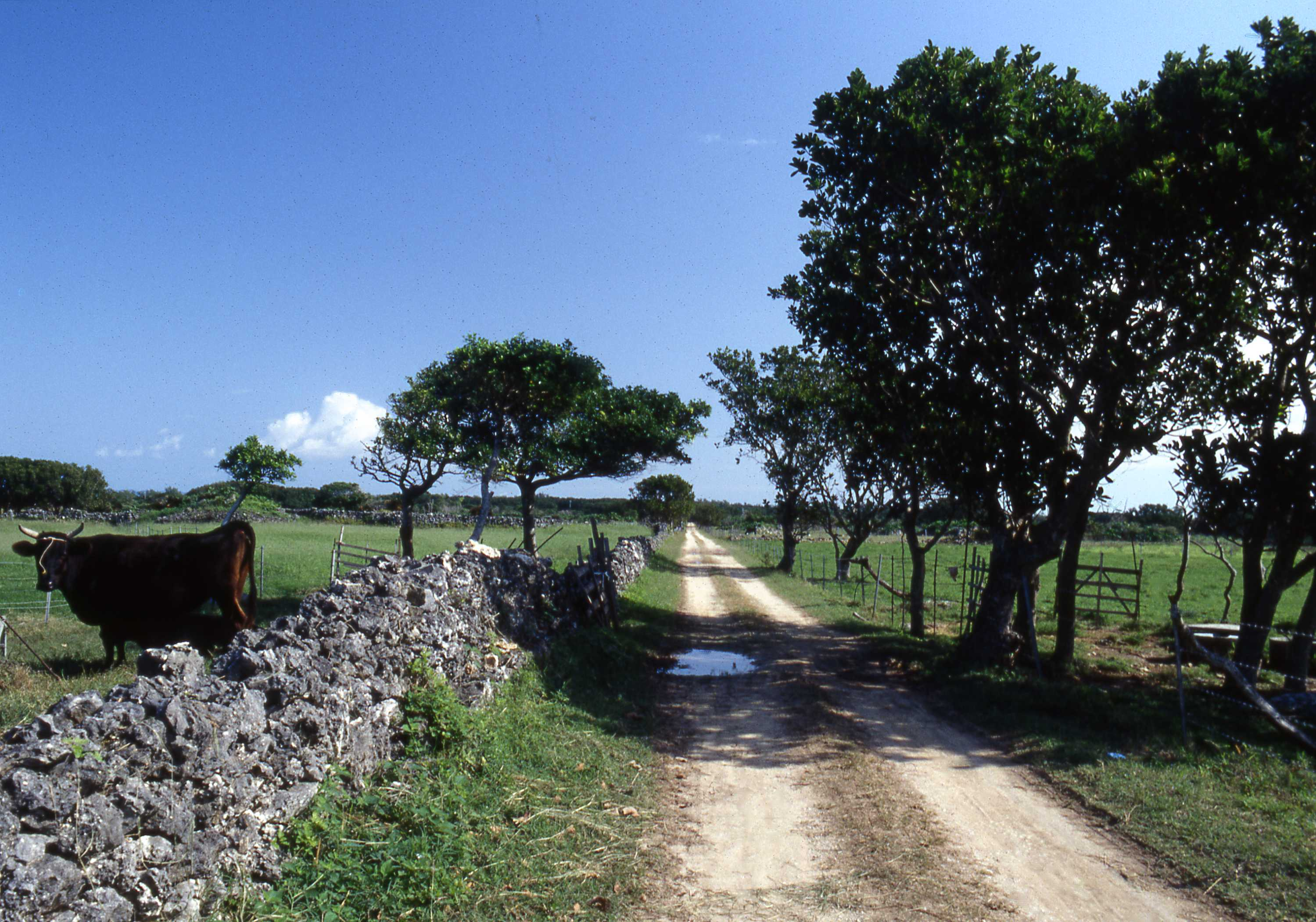
黒島の牧場

### 畜産業
肉用牛（黒毛和種）の子牛の生産を中心とする畜産業が盛んな島で、近年は牛の飼養頭数が人口の10倍を超える状態が続いている。奇数月の13日（月によって他の日のこともある）に港近くの黒島家畜市場で子牛の競り市が開かれる。2014年度に同市場で取引された黒毛和種は882頭であり、沖縄県内市場での取引の3.2%を占めた。
黒島で1年ほど育てられセリにかけられた子牛の多くは、石垣島や九州を中心とする全国のブランド牛産地で肥育され、石垣牛をはじめとするブランド牛として出荷される。なお、ブランド牛の中には、神戸ビーフ（神戸牛）のように素牛の産地を厳密に定義して、他地域産の子牛を素牛としていないものもある。
毎年2月最終日曜日には、牛1頭（2010年は丑年のため、牛2頭）が当たる抽選会で有名な「黒島牛まつり」（主催・黒島牛まつり実行委員会）が開催されている。

### 観光業など
周辺海域の自然を生かした観光業として、シュノーケル・ダイビングやパナリ（新城島）ツアーを行っている。また、レンタサイクル・レンタバイク店が港付近にあるほか、民宿でも自転車を借りられる。レンタカー店は東筋にあるので、電話連絡して届けてもらうのが一般的である。
自治会の決定により島内でのキャンプや野宿は禁止されている。
- 入域観光客数 - 28,428人（2015年）、30,428人（2014年）[30]
- 宿泊施設 - 9軒（収容人員249名）[31]

## 地域

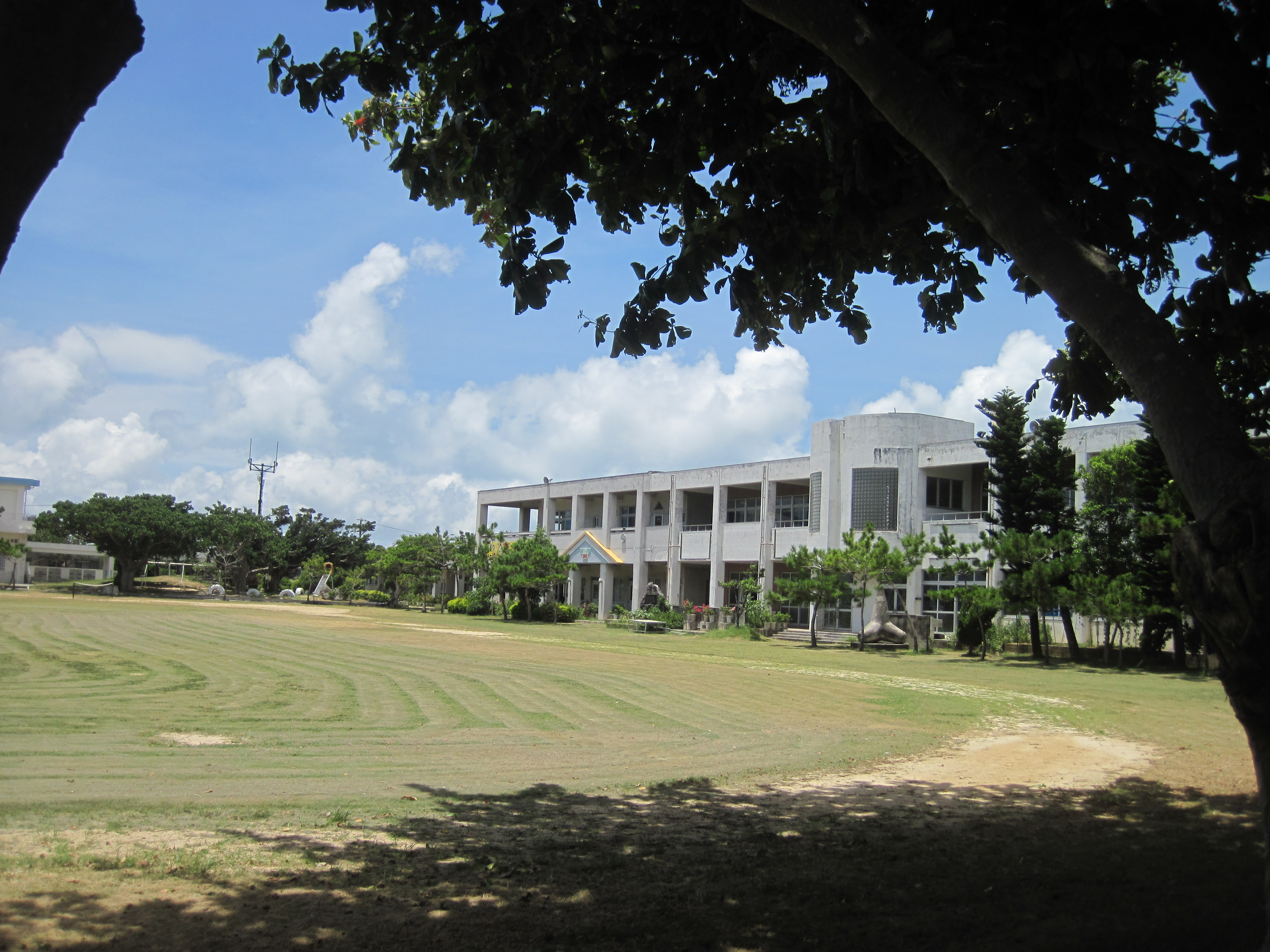
黒島小中学校

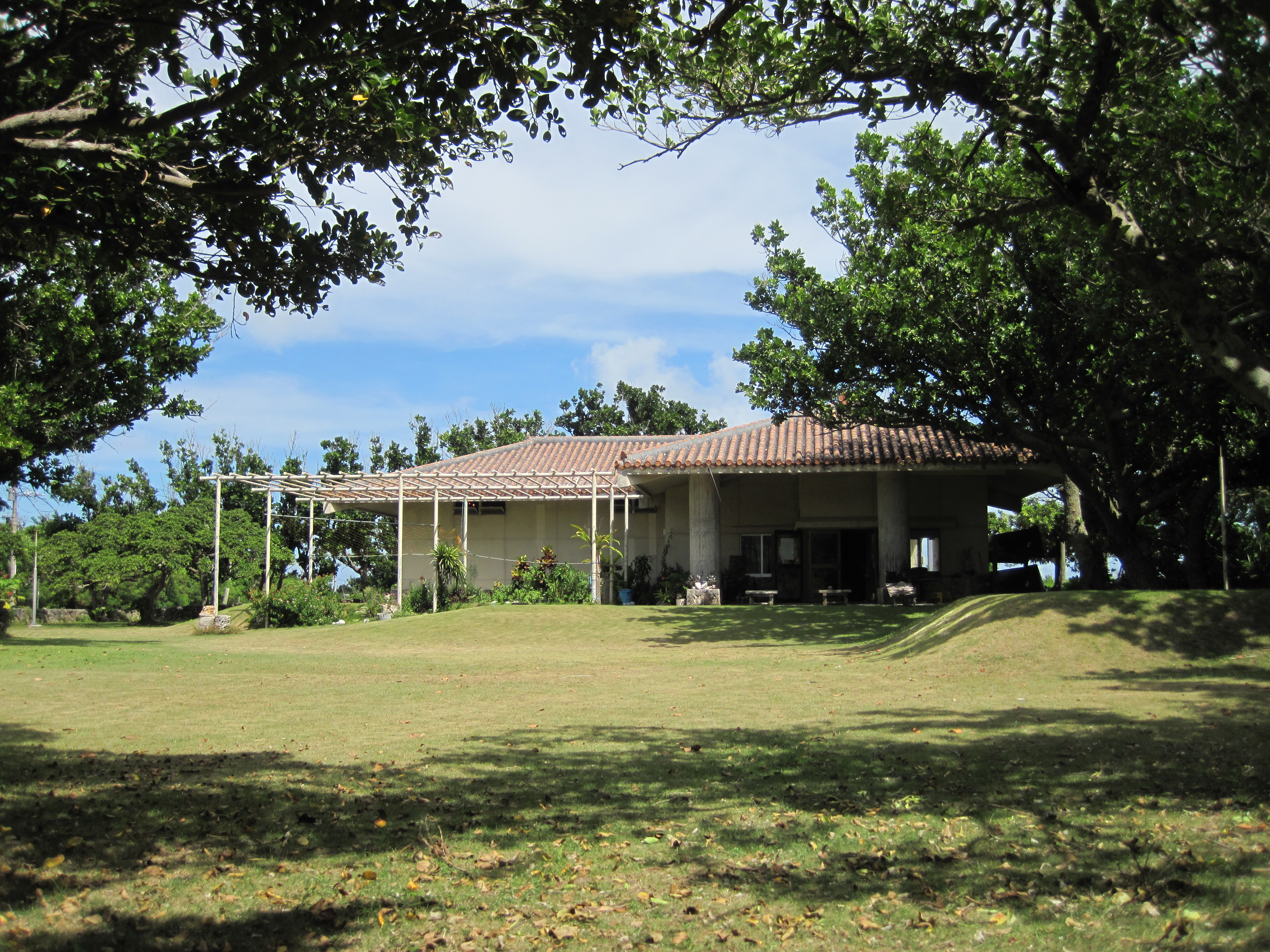
黒島ビジターセンター

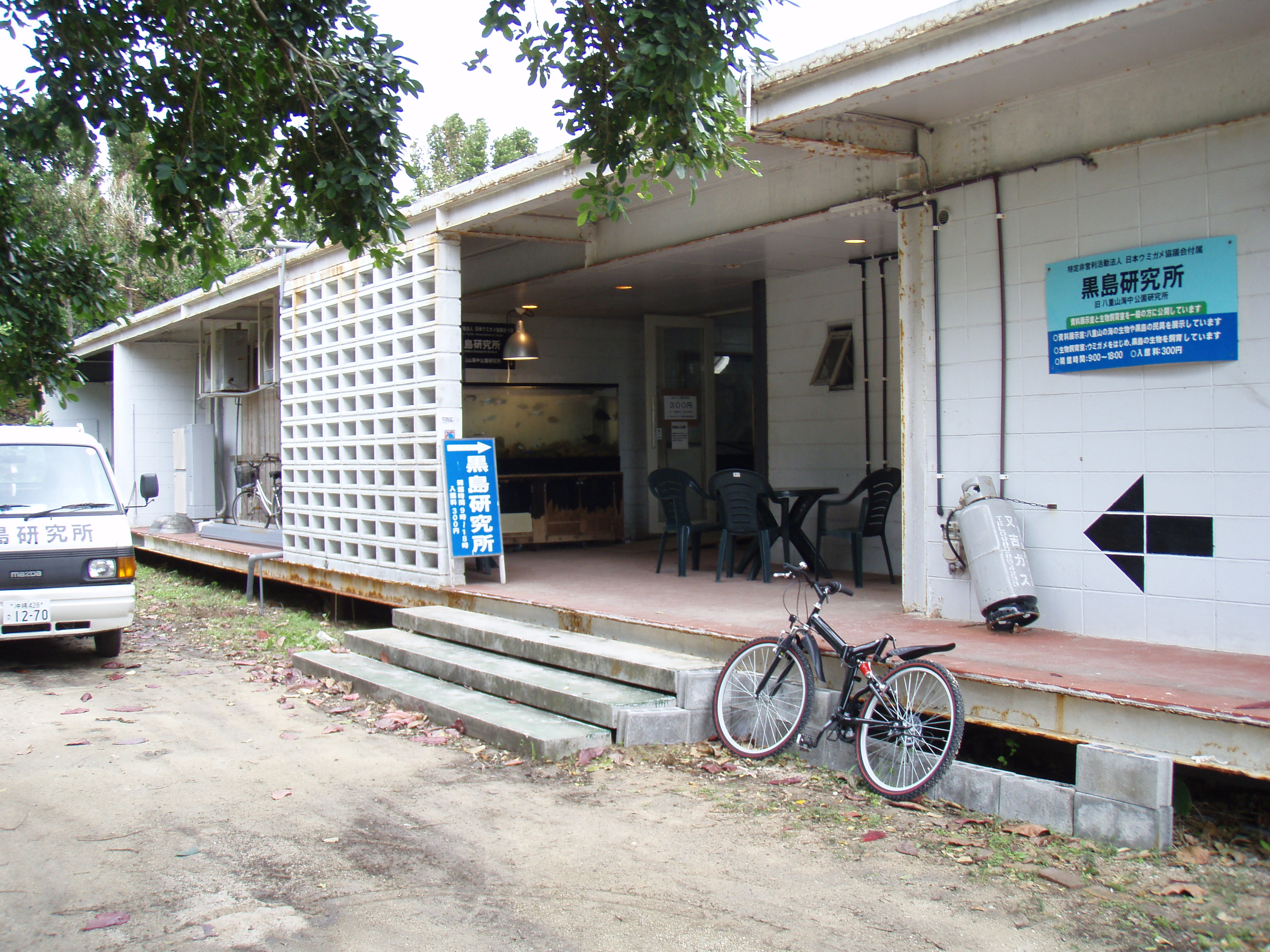
黒島研究所

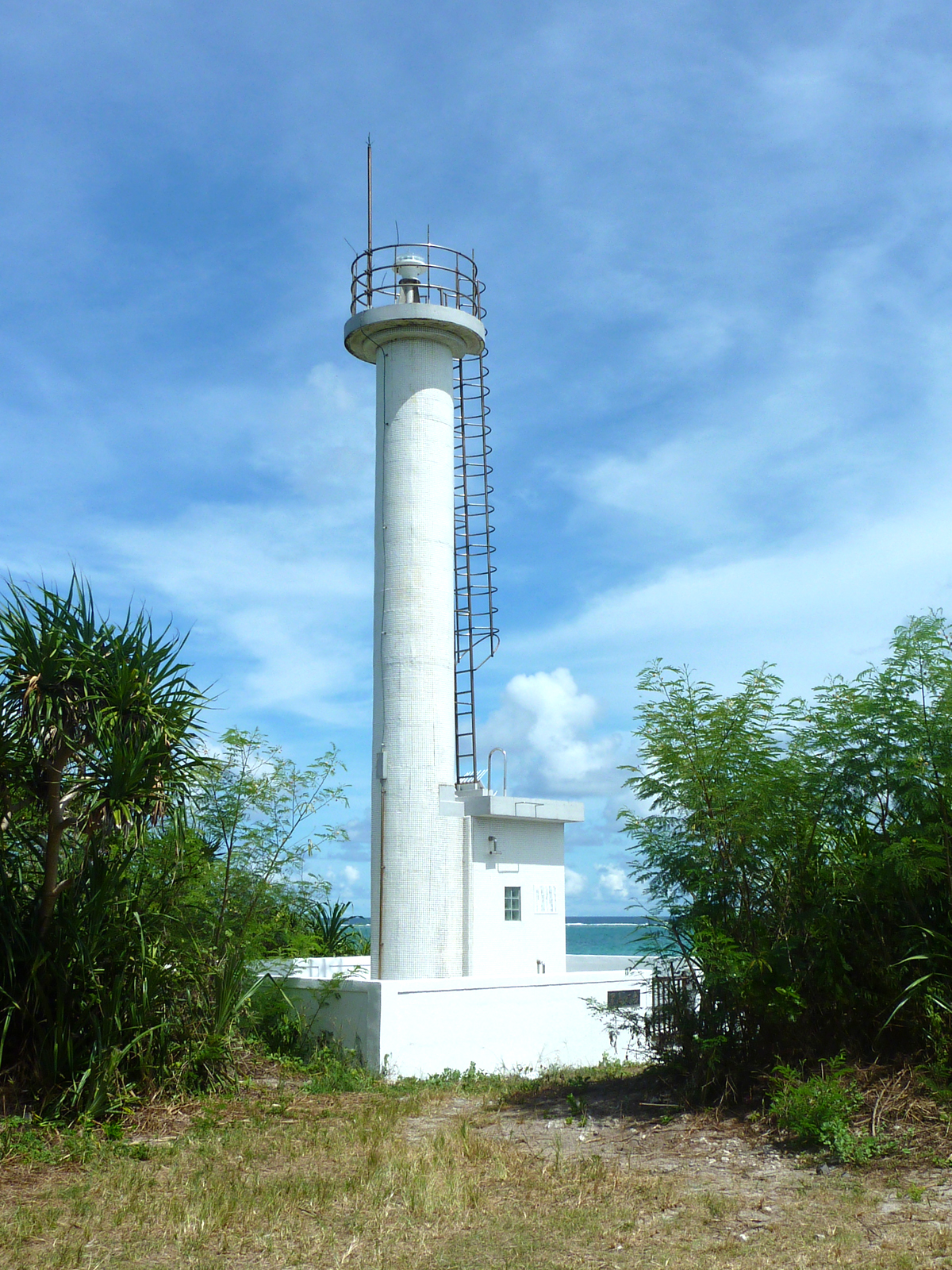
黒島灯台

### 教育
- 竹富町立黒島小中学校
- 黒島保育所

### 文教・研究施設
- 黒島ビジターセンター（宮里）[32]
環境省の施設。島の歴史およびかつて使用されていた農具・生活用品などの民具が展示されるほか、壁面には黒島の海の生物などをテーマとした絵画が、天井からは島に伝わる民謡をテーマにした芭蕉布がそれぞれ飾られている。
- 黒島研究所
特定非営利活動法人日本ウミガメ協議会付属の施設。主にウミガメやサンゴなどの海洋生物を研究している。展示室もあり、島の博物館的な施設となっている。
- 黒島伝統芸能館

### 公共施設
警察署（交番・駐在所）および消防署はないが、自衛消防団用の消防車1台が東筋にある。また、黒島診療所には医師・看護師が常駐しているほか、AEDが島内4箇所に設置されてい。
- 黒島診療所（東筋）
- 竹富町消防団黒島分団（東筋）
- ゴミ焼却場（島東部にあるアミリ海岸の手前、収集車1台）

### その他の施設
- 黒島郵便局
- 黒島畜産市場 - 沖縄にある8箇所の畜産市場のひとつで、港と宮里の間にある。奇数月の13日に、島で生産された黒毛和牛種子牛の競り市が開かれ、見学も可能。
- JAおきなわ取次所（東筋） - 主に畜産関係の飼料販売・家畜市場での競り参加申し込み受付など。
- 黒島灯台 - 東筋から南へ約3km、島の最南端近くに位置する。南端の灯台を訪れると恋が成就するという噂が広まり、それを目当てに島を訪れる観光客もいる[2]。
  - 位置：北緯24度13分16秒 東経124度00分30秒
  - 実効光度：390カンデラ
  - 光達距離：7.5海里
  - 頂部の高さ：11m（地上から）
  - 灯火の高さ：18m（平均水面上から）
  - 電源：太陽電池[34]

## 交通

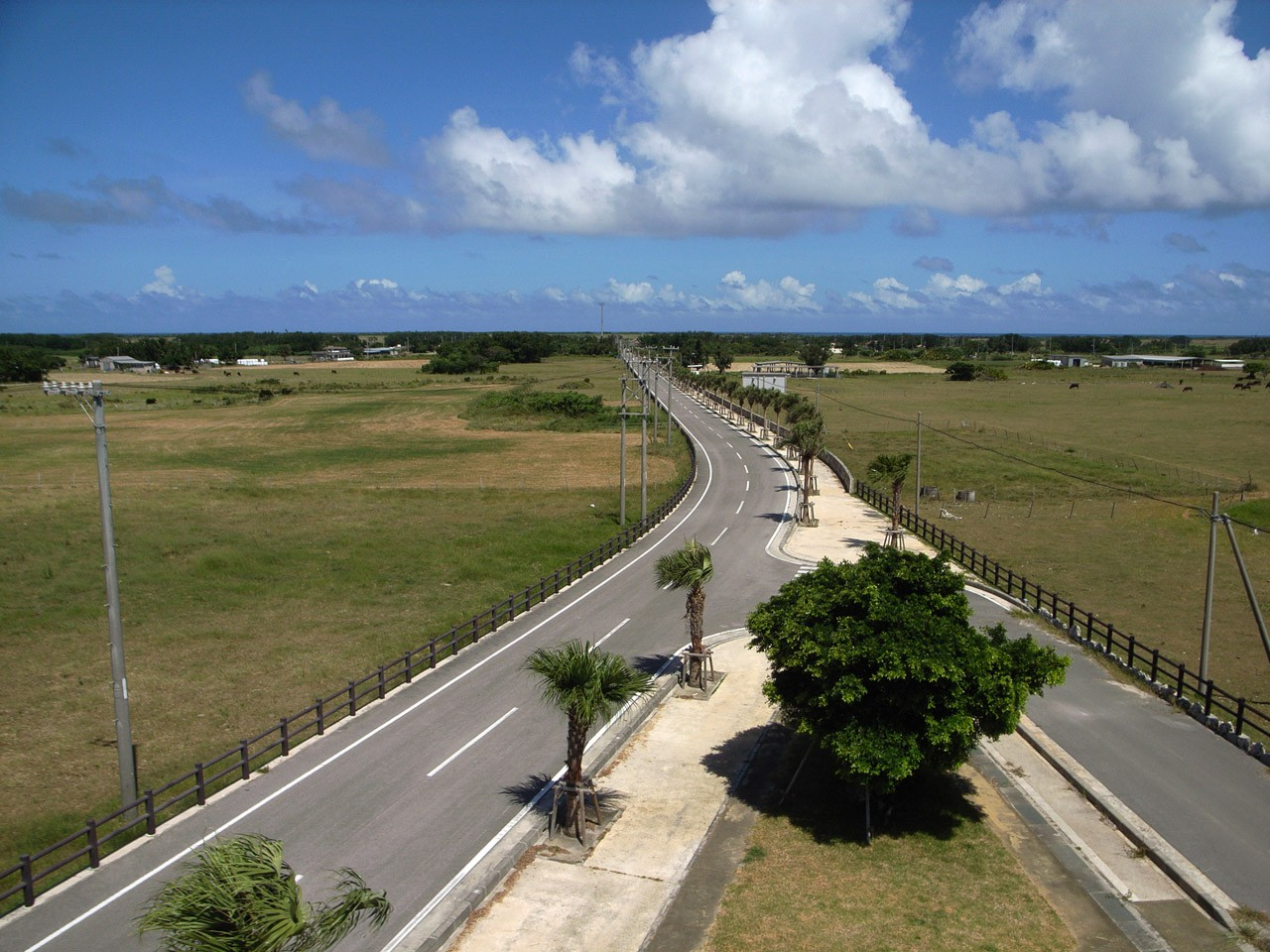
県道213号黒島港線（黒島展望台より）

### 空港
空港は島内にはない。緊急用ヘリポートが設置されている。

### 道路
平坦な島なので、自転車で無理なく一周できる。自然の土と砂に白セメントを添加した町道整備、並木の植栽、赤瓦使用への補助、琉球石灰岩を使った石垣の普及指導などが評価されて、「白い道路と町並み」が1999年に建設省（当時）の手づくり郷土賞に選定されている。
- 沖縄県道213号黒島港線 - 港付近から東筋集落に続くアスファルト舗装された道。サンゴを積み上げた垣とそこに咲く花が美しい。1986年（昭和61年）、拡張事業にともなう石垣の復元や地下浸透式の排水溝等の修景が評価され、日本の道100選に選定された[36]。
- 自然観察遊歩道 - 仲本海岸から宮里海岸に通じている。

### 港湾

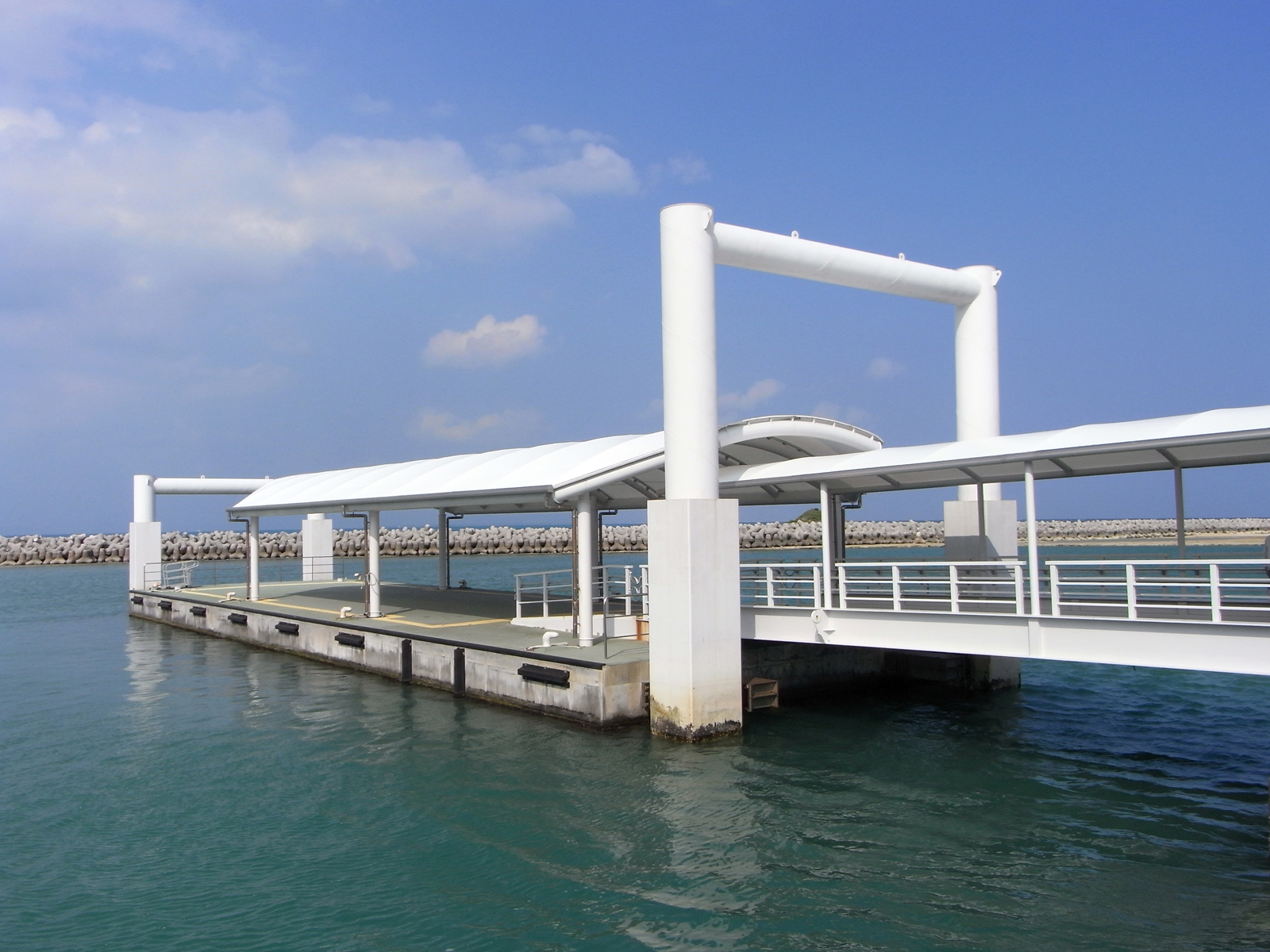
黒島港

- 黒島港
旅客待合所や浮桟橋が整備されている[37][38][39]。各民宿では宿泊客に対し港への送迎を行っている。

#### 航路
高速船
- 黒島港 - 石垣港（離島ターミナル） 所要時間25-30分。
八重山観光フェリーと安栄観光がそれぞれ1日4往復を運航している[40][41]。

フェリー・高速フェリー
- 黒島港 - 石垣港
2社が各週2便を運航している。
  - 八重山観光フェリー - 火曜・土曜、所要時間80分[42]
  - 安栄観光 - 月曜・木曜、所要時間60分[43]

※所要時間・便数は2019年2月現在。

## 情報・通信
- 郵便・物流 - 郵便局は島内に1ヶ所ある[44]。宅配便は、島への発送は各社可能だが、島からの発送はゆうパック（日本郵便）に限られる。
- 携帯電話 - 基地局は、NTTドコモ・au（沖縄セルラー電話）・ソフトバンクの各社が設置している。

## 名所・旧跡・自然その他・祭事・催事

### 天然記念物・文化財など

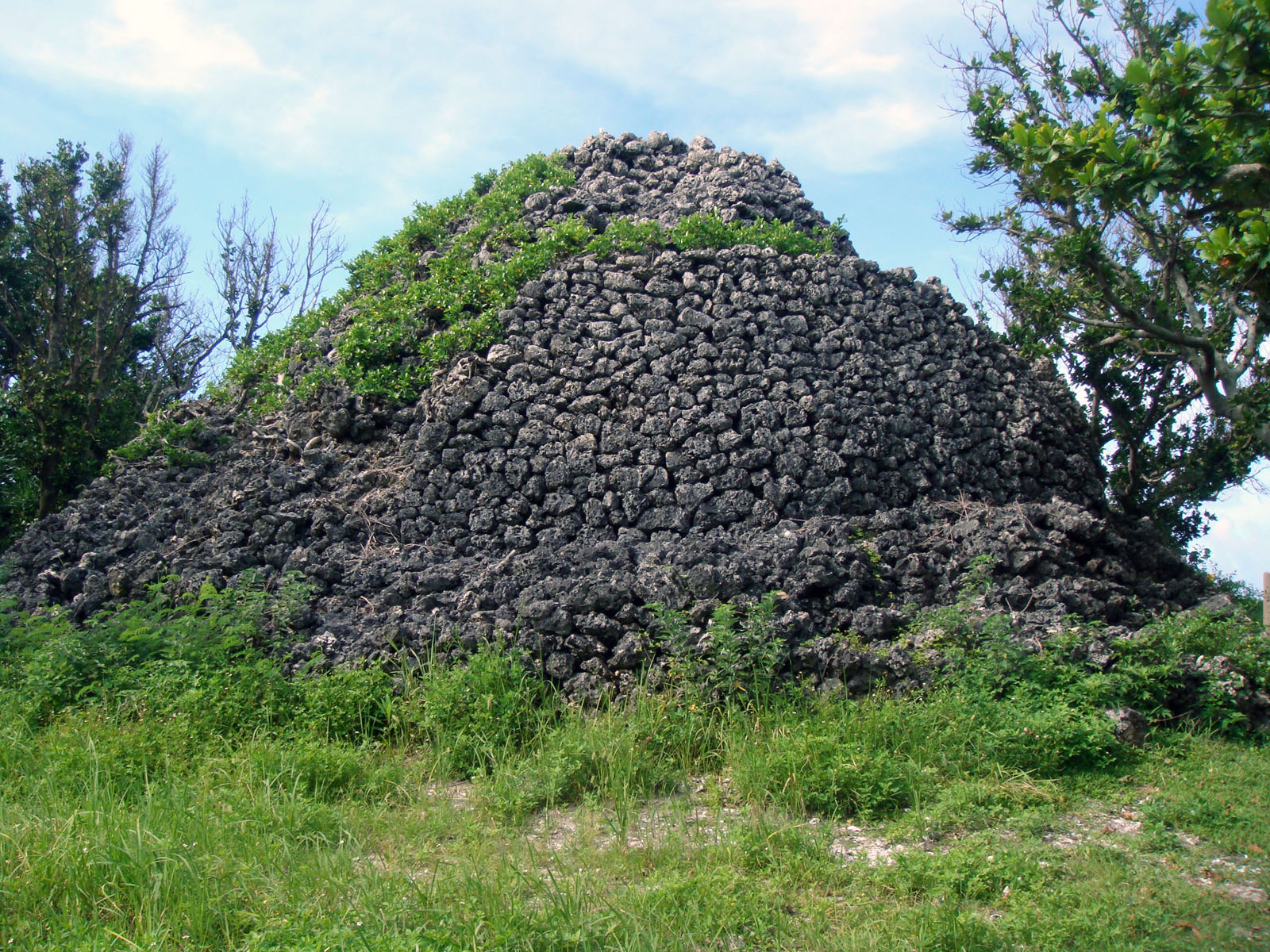
プズマリ

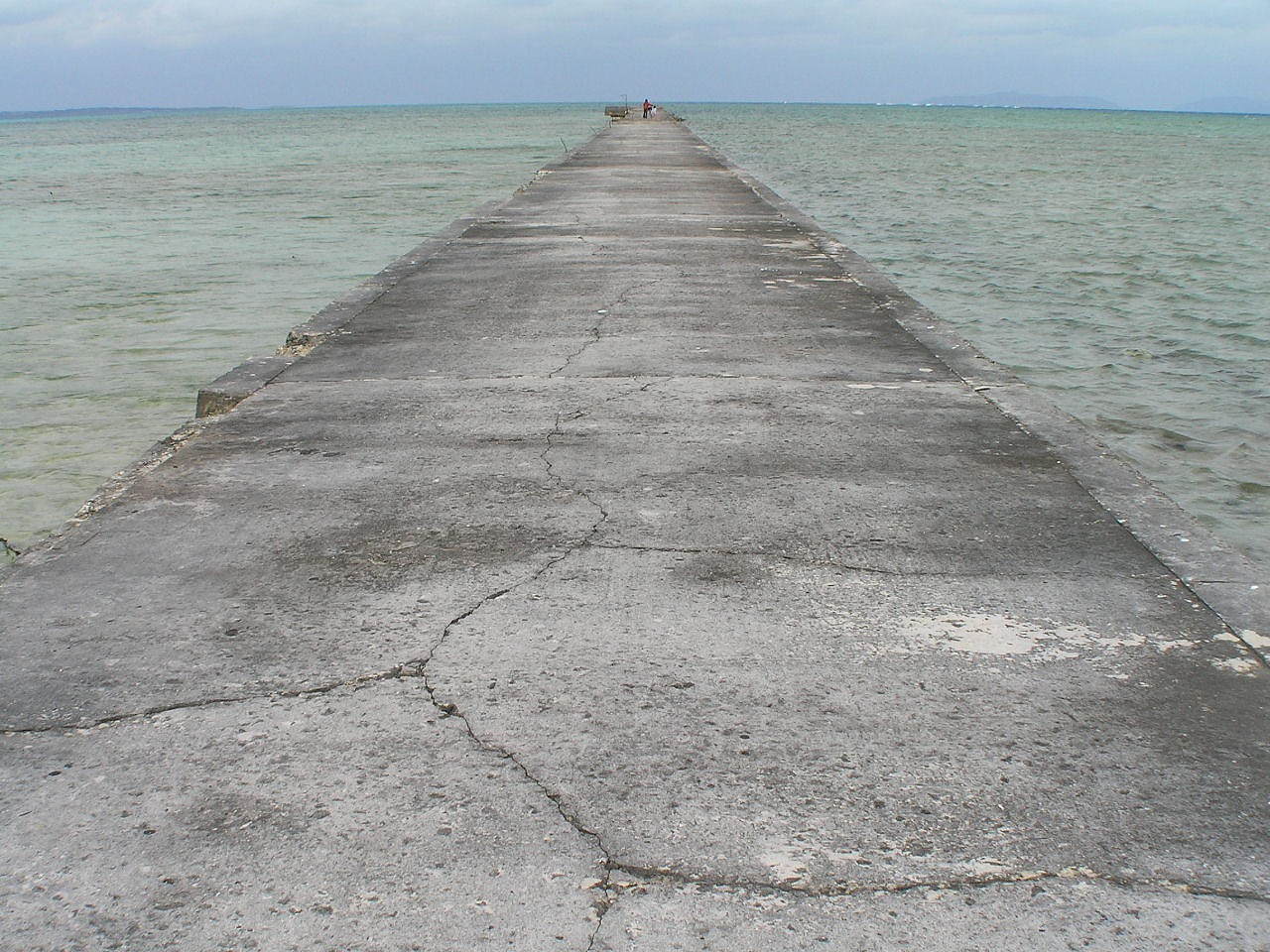
伊古桟橋

- プズマリ（火番盛） - 先島諸島火番盛（史跡）のひとつ。サンゴを積み上げたもので、崩落のおそれがあるため立ち入りが禁止されている[45]。
- 神山家住宅 - 主屋[46]、井戸[47]、水タンク[48]、石垣[49]が登録有形文化財に登録されている。
- 伊古桟橋 - 島の北東にある、直線状の桟橋跡。2006年の台風13号で2箇所損壊した。何もない海岸に唐突に古びた桟橋だけが突き出しており、物寂しい雰囲気がある。2005年12月26日に登録有形文化財に登録され[50]、2010年4月にはそれを示す銘板が設置された[51]。
- 番所跡 - 竹富町指定史跡[52]。宮里。
- イヌムル（按司の城跡） - 竹富町指定史跡。
- イサンチャヤー（古墓） - 竹富町指定史跡。
- アサビシバナ（遊び岩） - 竹富町指定天然記念物。
- 桑の老木 - 竹富町指定天然記念物。仲本。

### 自然その他

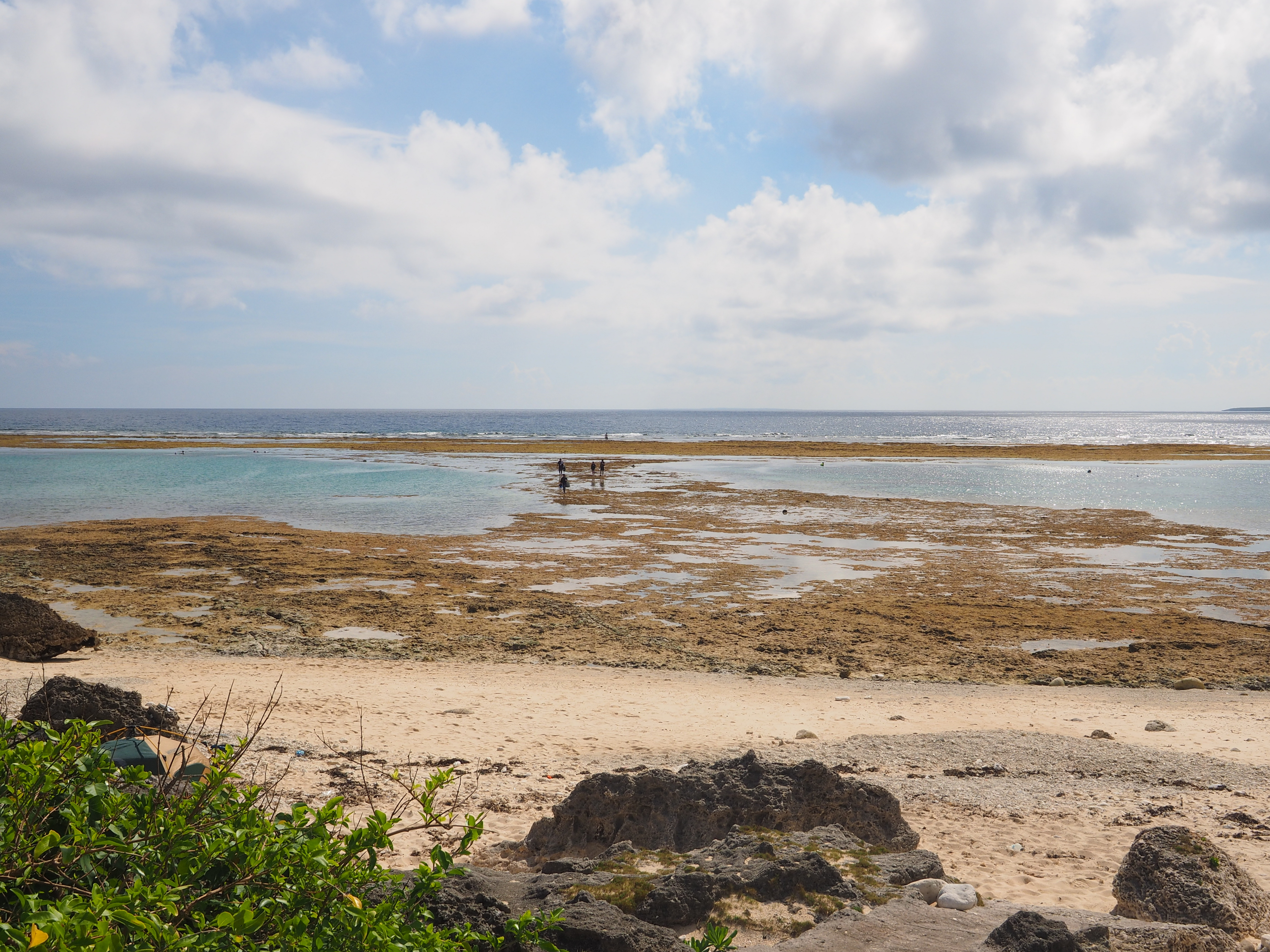
仲本海岸

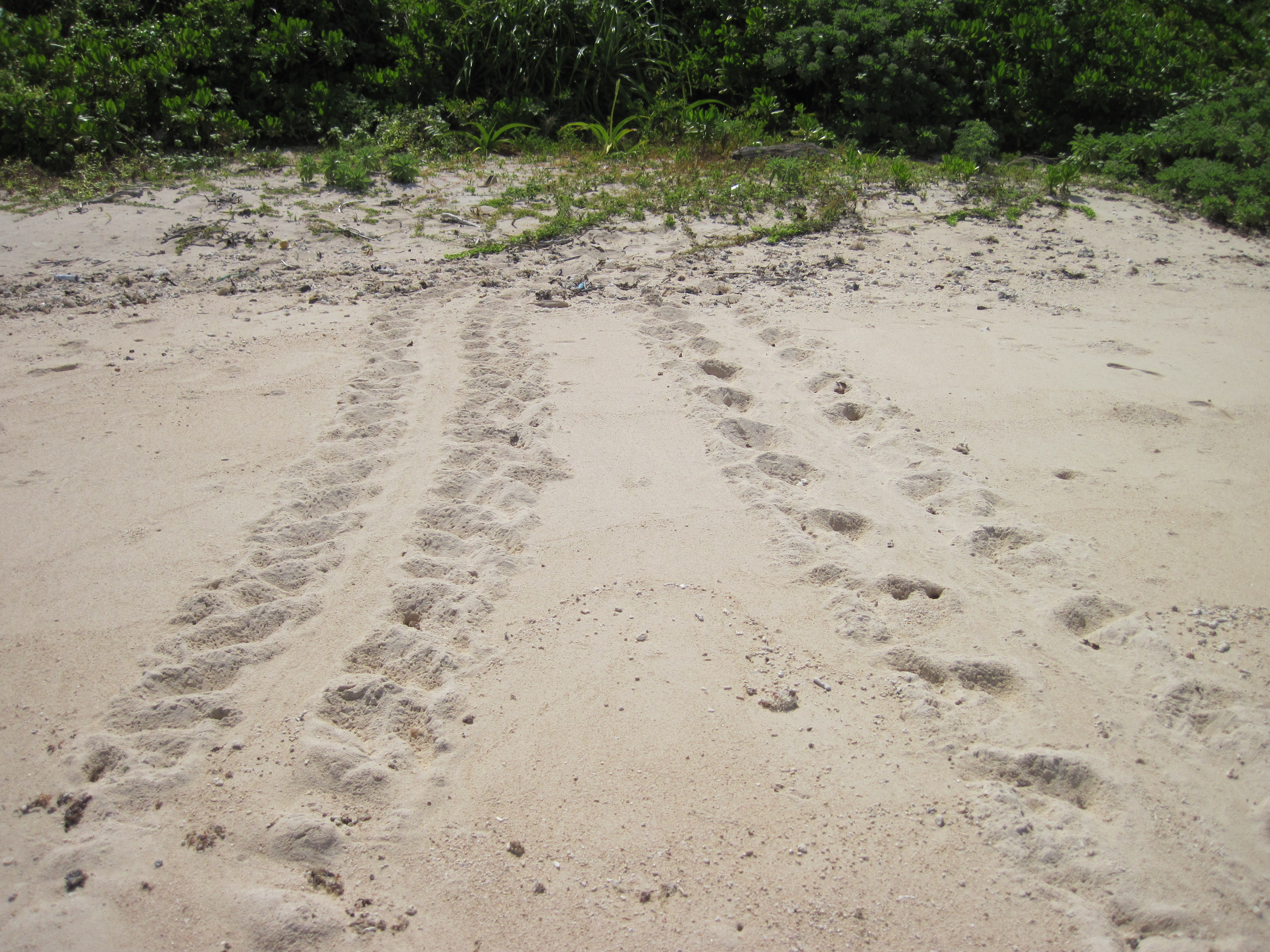
西の浜のウミガメ上陸跡

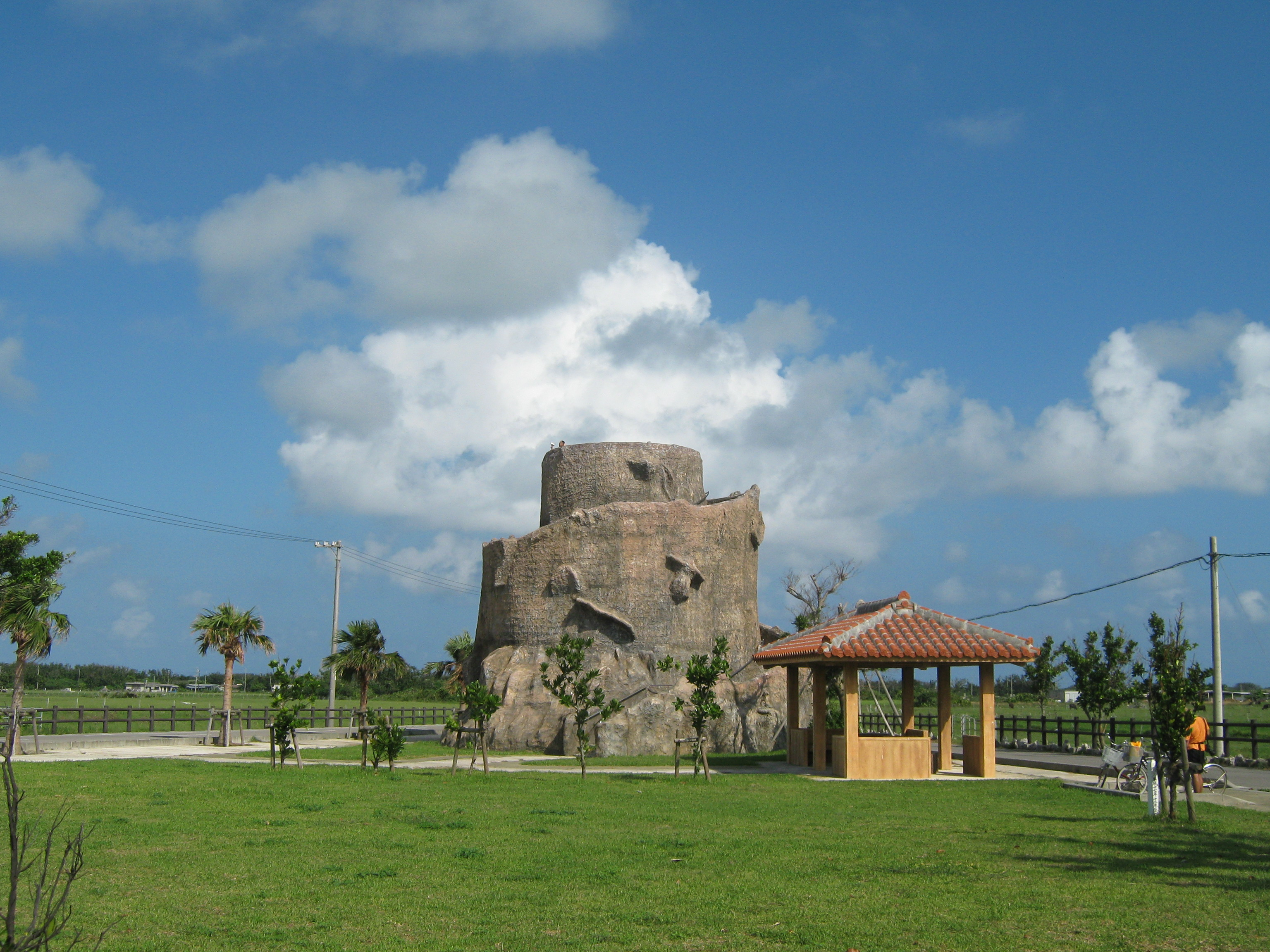
黒島展望台

- 黒島キャングチ海中公園地区
西表石垣国立公園の域内にある島の南東部のサンゴ礁の海域に設定された海中公園地区である（1972年7月1日指定、面積45.5ha）。1970年代には大型の枝サンゴ群落が広がっていたが、相次ぐ白化現象によりそのほとんどが死滅した。さらに1980年代にはオニヒトデによる食害も発生した。1990年代に入って回復も見せているが、白化もたびたび起きている[53]。
- 仲本海岸
島の南側（港と反対側）にある。岸からリーフの間に「ワタンジ」と呼ばれる道状のサンゴが延びて、その内側がタイドプール状になっており、シュノーケリングが可能。トイレ・シャワー設備・休憩所がある。気温が30度を超え通常の遊泳可能な時期は平年4月下旬から11月上旬の間。ただ、八重山地方の一般の海岸と同じく、ここも正式な海水浴場ではなく、監視人もいない。潮の流れがある上、ウミヘビ・ゴマモンガラなどの危険生物もいる。近年、水難事故が相次いでいるため、AEDが設置された[54]。表示看板も設置され、遊泳可能時は「遊泳注意｣、荒天時等には消防団が判断して｢遊泳禁止」の表示を行っている[55]。水難事故はライフジャケット不着用者に多いことから、監視小屋や黒島研究所ではライフジャケットの無料貸出を行っている[56][57][58]。
- 西の浜
島の西北に位置し、黒島港から比較的近い。夕日が望める。4月から10月頃にかけてウミガメが産卵のために上陸する。1978年から2010年の間のウミガメ類の産卵数は347回。そのうちアカウミガメ225回、アオウミガメ70回、タイマイ52回。平均は11.2回/年[59]。遊泳禁止の看板が掲げられている（2009年9月現在）
- 宮里海岸 - 島の南西。正面に新城島が望める。豊年祭の奉納舞踊の会場となる[60]。
- 保慶海岸 - 島の西にあたり夕日を眺めることができる。牛の形をした岩がある。
- 喜屋武海岸 - 島の東端。今は使われていない崩れた桟橋がある。海岸に御嶽がある。
- アミリ海岸 - 島の東端。天気がよければ水平線から上る朝日を見ることができる
- 阿名泊海岸 - 島の北東端 石垣島からのNTTケーブルがここでつながっている。海岸に御嶽がある。
- 黒島展望台 - 県道213号沿線（黒島小中学校に隣接）にある展望台。上部の床にはタイル貼で周辺の島々が示されている。
- 水道記念碑 - 黒島に上水道（西表島からの海底送水）が開通したことを記念して小中学校近くの水道タンク横に建てられた。それまでは上水は雨水および井戸を使用していた。
- 獣魂の碑 - 食文化の犠牲となった牛への感謝のために建てられた。黒島畜産市場内にある。
- 小池百合子大臣来島記念植樹 - 黒島展望台の横にある。

### 御嶽
黒島では「うたき」ではなく「わん」と呼称する。
- 南風保多御嶽（ぱいふたわん）
- 迎里御嶽（んぎしとぅわん）
- 比江地御嶽（ぺーじわん）
- 阿名泊御嶽（あなどまりわん）
- 北神山御嶽（にしはめまわん）
- 南神山御嶽（ぱいはめまわん）
- 保里御嶽
- 喜屋武御嶽（けんわん）
- 船浦御嶽（ふのーらわん）
- 仲盛御嶽（なはむりわん）
- 浮海御嶽（ふきわん） - 既に廃止されており、森の中に跡のみが存在する。
- 乾震堂
- 旧乾震堂 - 新しい乾震堂が出来ているが保護されている。

### 祭事・催事
- 旧正月 - 1月下旬から2月中旬。
  - 大綱引き（世引き・ユーピキ） - 豊年の願いを込めた行事。南（陸側）と北（海側）に分かれて対戦し、南が勝つと豊作、北が勝つと豊漁になると言われている[61]。
- 牛まつり - 2月最終日曜日。
- 豊年祭 - 旧暦6月[60]。
- さにやん祭 - 8月下旬。
- 旧盆 - 旧暦8月、獅子舞など[60]。

### 伝統芸能
伝統芸能のうち、竹富町の無形民俗文化財に指定されているもの。
- 黒島口説（民謡の部、舞踊・狂言の部）
- ペンガン取レ（民謡の部、舞踊・狂言の部）
- マインガニスーザー（民謡の部、舞踊・狂言の部）
- 真南風乙節（民謡の部、舞踊・狂言の部）
- 山崎節（民謡の部）・山崎ヌアブゼーマ（舞踊・狂言の部）
- チンダラ節（民謡の部、舞踊・狂言の部）
- イトハリ節（民謡の部）
- 獅子の棒（舞踊・狂言の部） - 東筋。[要出典]
- タイラク（舞踊・狂言の部） - 保里。[要出典]
- 棒術（舞踊・狂言の部）
- 笠踊（ハサブドゥン）（舞踊・狂言の部） - 仲本[62]。
- 鎌踊（ガッキブドゥン）（舞踊・狂言の部） - 東筋[62]。
- ハデク舞踊（舞踊・狂言の部） - 仲本。[要出典]

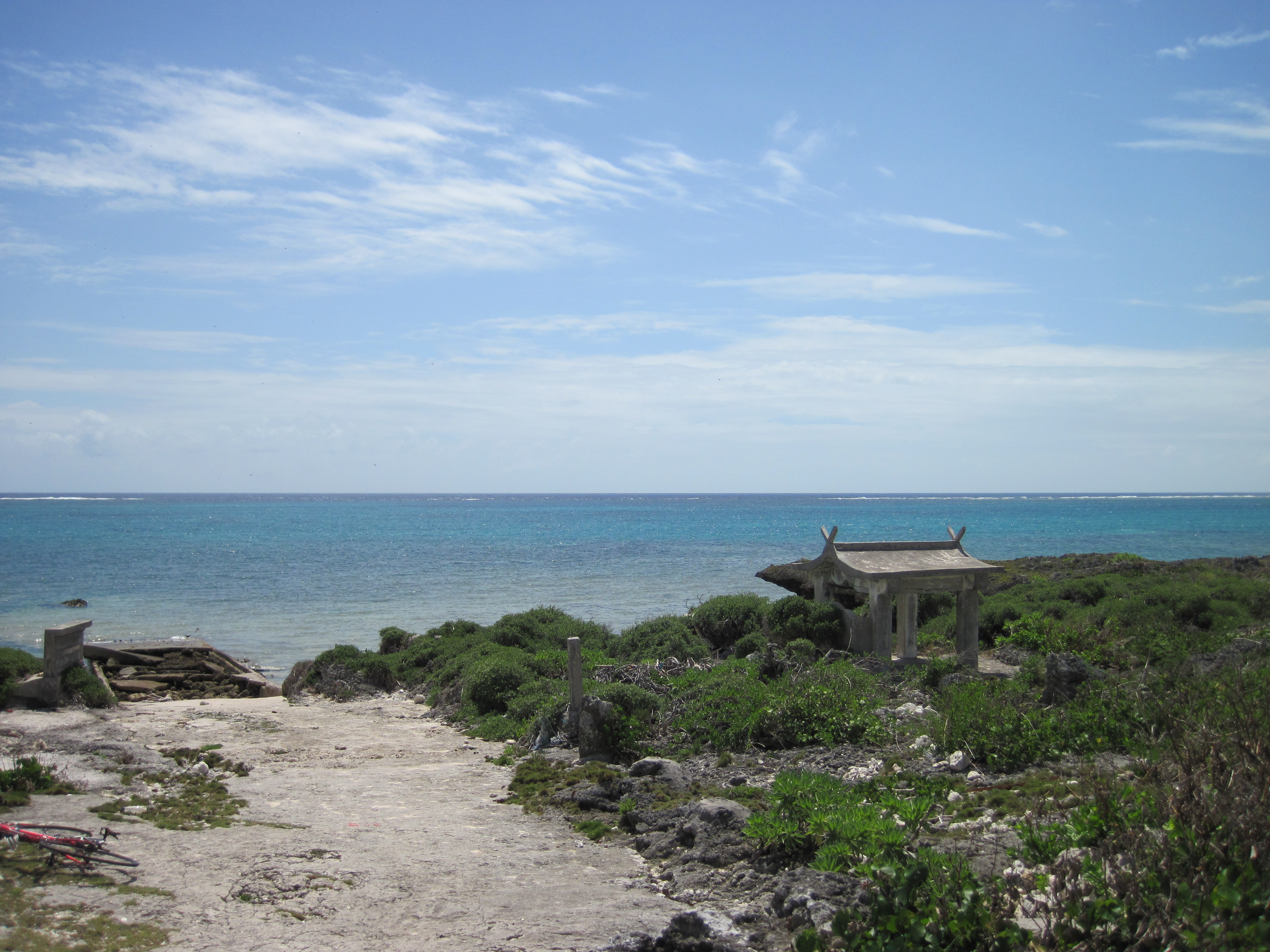
喜屋武海岸
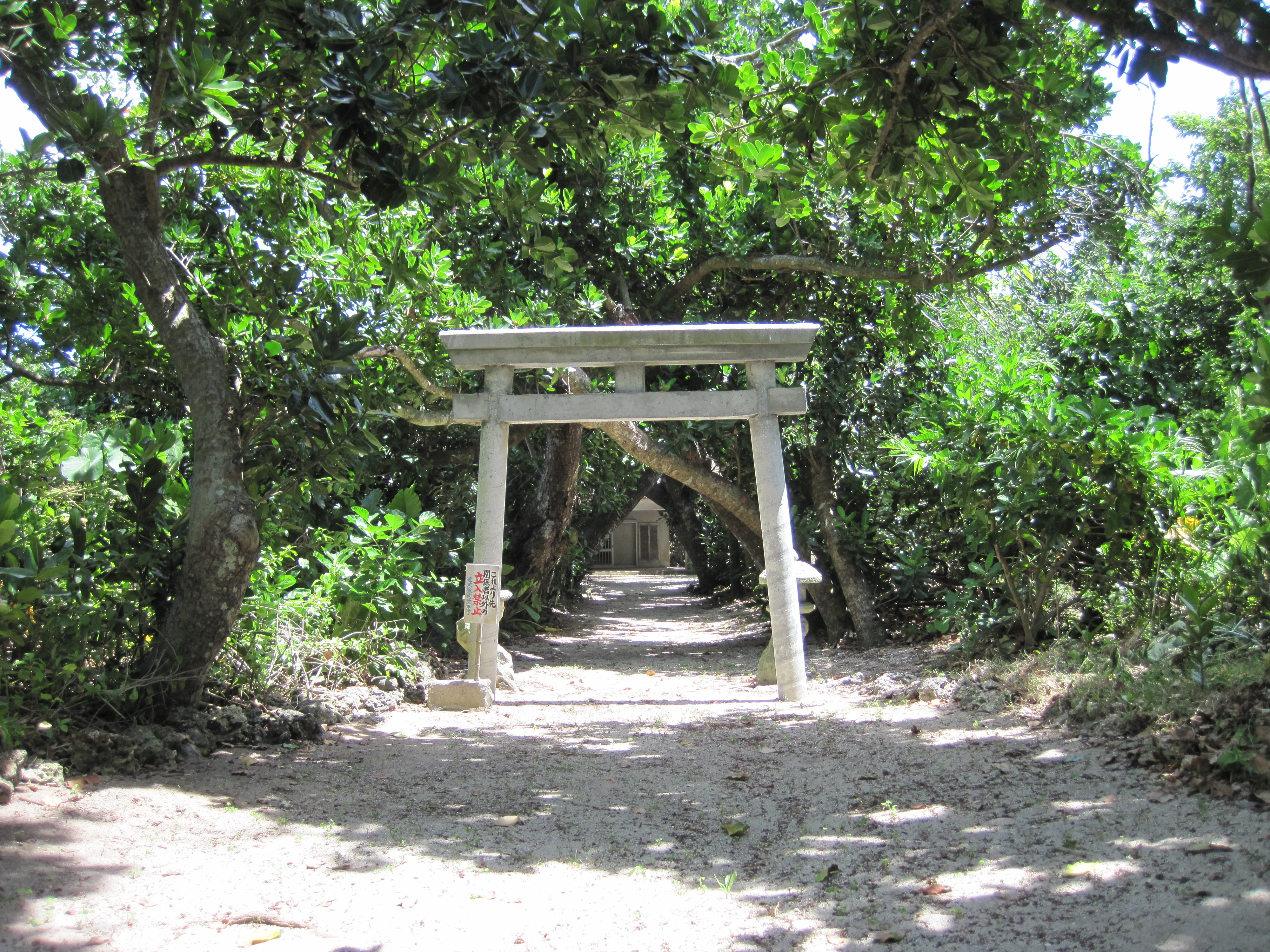
迎里御嶽
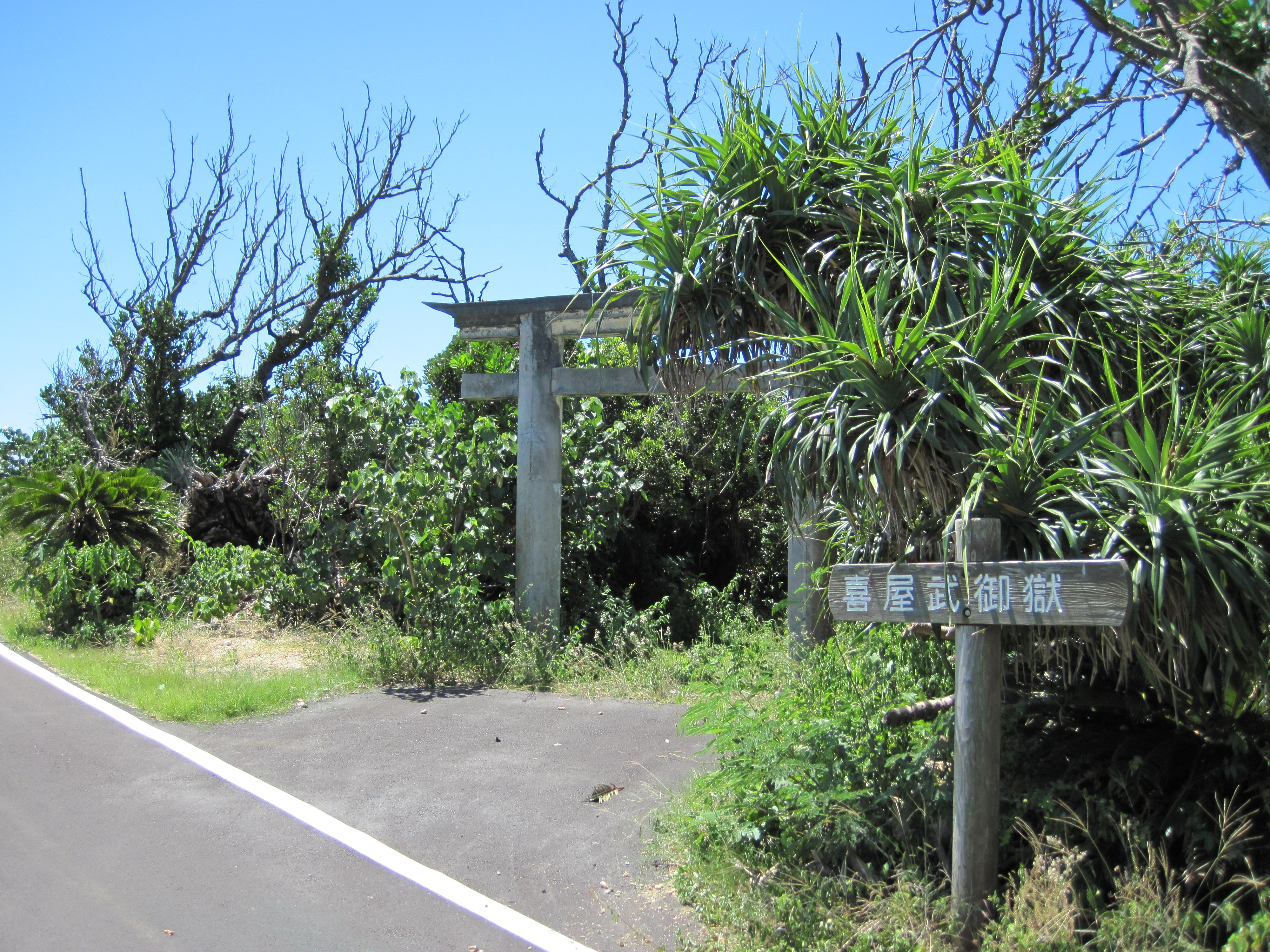
喜屋武御嶽

## 黒島を舞台とする作品
- ドキュメンタリー映画
  - 『水と風』 - 1963年、日本テレビ制作。この作品はカンヌで行われた国際テレビジョン祭で特別優秀賞を獲得した。内容は南の孤島の生活の苦しさをクローズアップしたものであったが、内容に事実の歪曲や誇張が多いとして、地元民の反感が強かったとされる[63]。
- テレビドラマ
  - 連続テレビ小説 『ウェルかめ』（2010年度、NHK）
  - ドラマ10 『つるかめ助産院〜南の島から〜』（2012年、NHK） - 舞台は架空の島。竹富島、石垣島、黒島等でロケが行われた[64]。

## 出身有名人
- 諸見里秀恩 - 明治時代の民族舞踏家。八重山芸能の中興の祖とも言われる。